# Miklós Németh (atlet)
Miklós Németh (* 23. října 1946 Budapešť) je bývalý maďarský atlet, olympijský vítěz v hodu oštěpem z roku 1976.

## Sportovní kariéra
Jde o syna olympijského vítěze v hodu kladivem z roku 1948 Imre Németha. Čtyřikrát startoval na olympijských hrách – v letech 1968, 1972, 1976 a 1980. Při svém třetím olympijském startu v Montrealu v roce 1976 vybojoval zlatou olympijskou medaili a současně výkonem 94,58 m vytvořil nový světový rekord. Startoval rovněž čtyřikrát na mistrovství Evropy v hodu oštěpem – bez zisku medaile.
Byl vyhlášen nejlepším sportovcem Maďarska v roce 1976. V letech 1981 až 1984 byl trenérem maďarských reprezentantů v hodu oštěpem. Jeho manželkou je Angéla Némethová, olympijská vítězka v hodu oštěpem z roku 1968.